# Amelia Piccinini
Amelia Piccinini, italijanska atletinja, * 17. januar 1917, Torino, Kraljevina Italija, 3. april 1979, Torino, Italija.
Nastopila je na poletnih olimpijskih igrah leta 1948, ko je osvojila naslov olimpijske podprvakinje v suvanju krogle. Na evropskih prvenstvih je leta 1946 osvojila bronasto medaljo. Dvanajstkrat je postala italijanska državna prvakinja v suvanju krogle ter po štirikrat v skoku v daljino in peteroboju.